# Бриґід (кратер)
Кратер Бриґід (англ. Craters Brigid) — метеоритний кратер на Європі, супутнику Юпітера.

## Характеристики
Утворився на місці падіння на поверхню супутника Європа космічного метеорита, якого притягнув у свою орбіту масивний Юпітер. Внаслідок чого сформувався ударний кратер з діаметром 9,5 кілометрів. Центр кратера розташовано за координатами 10.8° пд. ш., та 81.3° зх. д.
Вперше про льодовий кратер довідалися у 2000 році, після дослідження поверхні супутника телескопами з Землі. Названий на ім'я богині Бриґід,  
знана в лікуваннях різних та поезії в кельтської міфології.